# Antonio de Montesinos
Antonio de Montesinos (vers 1475 - 27 juin 1540 au Venezuela) est un prêtre dominicain de l'île de Guanahani qui précède Bartolomé de las Casas dans la défense des droits des indiens d'Amérique dans l'Empire espagnol. Le jour de sa mort est rapporté dans le Libro Antiguo de Professiones, avec la mention « Obiit martyr in Indii » (« Mort martyr en indien ») sans autre précision.

## En Espagne
Peu d'éléments sont connus sur les débuts de sa vie. Antonio de Montesinos ou Antonio Montesino entre dans l'ordre des prêcheurs au couvent de San Esteban à Salamanque (Espagne), où il a fait toutes ses études. 
À la fin de son année de noviciat, il fait sa profession de foi le 1er juillet 1502. Après avoir terminé ses études de théologie et avoir été ordonné prêtre, il est affecté au nouveau couvent royal de Santos Tomás (en) d'Ávila en 1509. Puis il fait partie du premier groupe de missionnaires dominicains à se rendre à Hispaniola aux Caraïbes, en septembre 1510, sous la direction de Pedro de Cordoba.

## Sermon de 1511
Lors d'un sermon du 21 décembre 1511 à Saint-Domingue, suivi d'un second le 28 décembre 1511, il dénonce les injustices dont il a été témoin en annonçant « la voix qui crie dans le désert de cette île, c'est moi, et je vous dis que vous êtes tous en état de péché mortel à cause de votre cruauté envers une race innocente ». 
« Ces gens ne sont-ils pas hommes ? N'ont-ils pas une âme, une raison ? », demande-t-il. « Ne devez-vous pas les aimer comme vous-mêmes ? ».
Ce sermon fait allusion aux Indiens contre lesquels les Espagnols ont bataillé tout le siècle précédent, des pires façons, en laissant entendre que Dieu ne sera pas plus clément avec les colons qu'avec les Indiens si les colons (païens) s'adonnent à l'esclavage comme le font les Indiens. Antonio Montesinos commence, à partir de 1511, à refuser les sacrements aux propriétaires d'encomienda indignes et à les menacer d'excommunication, ce qui lui aliène l'oligarchie locale, en particulier le gouverneur Diego Colomb, le fils de Christophe Colomb.

## Soutien d'une communauté de jeunes dominicains

Statut d'Antón de Montesinos au vieux couvent de San Juan.

Le dirigeant de la mission dominicaine, Pedro de Cordoba, est sommé par les autorités de leur livrer Antonio Montesinos, mais refuse affirmant qu'il avait exprimé le sentiment unanime de la communauté. En représailles, le gouverneur fait couper les vivres aux dominicains et, par le premier bateau, dépêche un courrier au Roi pour qu'il fasse immédiatement cesser ce scandale - le supérieur des franciscains étant envoyé en ambassade pour porter la dénonciation contre les dominicains. Tous jeunes, les dix dominicains de l'île étaient arrivés entre 1510 et 1511, dirigés par le vicaire Pedro de Cordoba, âgé de 28 ans et venaient des couvents de Salamanque, Avila, Valladolid et Burgos. 
Après son sermon, Antonio Montesinos est sommé de se rendre auprès de Ferdinand de Castille pour lui faire un rapport sur le sort unique réservé aux Indiens. Touché, le roi décide de réunir une assemblée de théologiens et de juristes dont le travail est à l’origine des lois de Burgos (12 décembre 1512) qui réduisent le travail forcé des indigènes à 9 mois par an et contraignent les encomenderos à évangéliser les Indiens, soit le premier pas de la reconnaissance de leur statut de catholiques. Ces lois imposent de meilleures conditions de travail pour les Indiens, mais ne sont pas respectées.

## Influence sur Bartolomé de las Casas
Bouleversé par le sermon de Montesinos, un encomendero (propriétaire d'encomienda) de la région, le futur prêtre Bartolomé de Las Casas s'engage aux côtés de la communauté de dominicains de Saint-Domingue, contre ce système esclavagiste, et se fait connaître peu à peu: il est nommé « défenseur des indiens » en 1516 par le cardinal Cisneros, puis part à Cuba. 
En 1520, Charles Quint lui concède Cumana, sur le territoire vénézuélien, pour mettre en pratique ses théories de colonisation pacifique par des paysans et des missionnaires. Les colons comprennent qu'ils pourraient profiter de la protection de Las Casas pour pénétrer en terre ferme et qu'une fois sur le continent, ils verraient bien comment transformer la colonisation en conquête. Mais pendant une absence de Bartolomé de Las Casas, les Indiens en profitent pour tuer plusieurs colons, après des captures d'esclaves. Las Casas s'interroge : pourquoi Dieu l'a-t-il abandonné dans cette entreprise ?

## Verbatim duSermon de Montesinos
« Je suis la voix de Celui qui crie dans le désert de cette île et c'est pour cela qu'il faut que vous m'écoutiez avec attention Cette voix est la plus neuve que vous ayez jamais entendue, la plus âpre et la plus dure. Cette voix vous dit que vous êtes tous en état de péché mortel ; dans le péché vous vivez et vous mourrez à cause de la cruauté et la tyrannie dont vous accablez cette race innocente.

Extrait du sermon, au bas de la loi de 1982 à Saint-Domingue : « Dites-moi, par quel droit de justice tenez-vous ces Indiens dans un esclavage aussi cruel et horrible ? ... Ne sont-ils pas des hommes ? N'ont-ils pas d'âmes rationnelles ? N'êtes-vous pas obligés de les aimer comme vous vous aimez vous-mêmes ? »

Dites-moi, quel droit et quelle justice vous autorisent à maintenir les Indiens dans une aussi affreuse servitude ? Au nom de quelle autorité avez-vous engagé de telles détestables guerres contre ces peuples qui vivaient dans leurs terres d'une manière douce et pacifique, où un nombre considérable d'entre eux ont été détruits par vous et sont morts d'une manière encore jamais vue tant elle est atroce ? Comment les maintenez-vous opprimés et accablés, sans leur donner à manger, sans les soigner dans leurs maladies qui leur viennent de travaux excessifs dont vous les accablez et dont ils meurent ? Pour parler plus exactement, vous les tuez pour obtenir chaque jour un peu plus d'or.
Et quel soin prenez-vous de les instruire de notre religion pour qu'ils connaissent Dieu notre créateur, pour qu'ils soient baptisés, qu'ils entendent la Messe, qu'ils observent les dimanches et autres obligations ? 
Ne sont-ils pas des hommes ? Ne sont-ils pas des êtres humains ? Ne devez-vous pas les aimer comme vous-mêmes ? 
Soyez certains qu'en agissant ainsi, vous ne pouvez pas plus vous sauver que les Maures et les Turcs qui refusent la foi en Jésus-Christ. »

## Dans la fiction
- Dans le roman L'entreprise des Indes, Eric Orsenna met en scène son prêche révolutionnaire du premier dimanche de l'Avent 1511[2].
- Dans le film Même la pluie (2010) réalisé par Icíar Bollaín , Antonio de Montesinos est interprété par l'acteur espagnol Raúl Arévalo.